# Joseph Lovering
Joseph Lovering (* 25. Dezember 1813 in Charlestown (Massachusetts); † 18. Januar 1892 in Boston) war ein US-amerikanischer Physiker und Mathematiker. Er war Professor für Mathematik und Physik an der Harvard University.

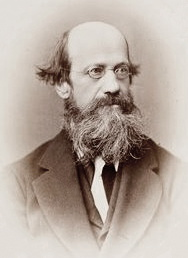
Joseph Lovering

Lovering war der Sohn eines kleinen Stadtangestellten und konnte dank der Protektion seines Pastors James Walker (1794–1874; später Präsident der Harvard University). 1930 bis 1833 studierte er in Harvard, unter anderem Astronomie und Hebräisch bei Andrew Preston Peabody (1811–1893). Bei seinem Abschluss 1833 war er Valedictorian (Bester seines Jahrgangs, der die Abschlussrede hielt). Danach war er Lehrer in Charlestown und wollte schon die Laufbahn eines Geistlichen einschlagen, wozu er 1834 bis 1836 an der Divinity School in Cambridge studierte (wobei er auch Benjamin Peirce im Mathematikunterricht unterstützte), ersetzte dann aber John Farrar, dessen Gesundheit nachließ, als Dozent für Mathematik und Physik in Harvard. 1838 wurde er dort Hollis Professor als Nachfolger von Farrar. 1888 wurde er emeritiert. Zeitweise war er Regent der Universität und 1884 bis 1888 Direktor des Jefferson Physical Laboratory. Er befasste sich unter anderem mit Erdmagnetismus, wozu er am Harvard College Observatory eine Zusammenarbeit mit anderen Institutionen wie der Royal Society in London einging, und gab neben Vorlesungen über Experimentalphysik auch solche in Astronomie. Er galt als ausgezeichneter akademischer Lehrer.
Er war Mitglied der National Academy of Sciences (1873) und der American Academy of Arts and Sciences (deren Präsident er 12 Jahre lang war) und 1854 bis 1873 ständiger Sekretär und 1873 Präsident der American Association for the Advancement of Science. 1879 wurde er Ehrendoktor in Harvard.
1867 bis 1876 arbeitete er mit dem US Coast Survey zusammen in der Längenbestimmung auf See mit Telegraphenkabeln. Sehr viel Forschung widmete er dem Studium des Polarlichts. Insbesondere beobachtete er eine Periodizität in dessen Aktivität, konnte diese aber mit keinen anderen Phänomenen (wie Sonnenflecken-Aktivität oder der des Erdmagnetfeldes, auch Erdbeben wurden damals diskutiert) in Verbindung bringen.

## Schriften
- On the periodicity of the Aurora Borealis, Memoirs of the American Academy of Arts and Sciences, Band 10, 1868, S. 9–351

Außerdem gab er 1842 eine Neuauflage des Lehrbuchs über Elektrizität und Magnetismus von John Farrar heraus.